# Roca de les Tosques
La Roca de les Tosques és una formació rocosa que forma una cinglera del terme de Conca de Dalt, dins de l'antic municipi de Claverol, a de l'enclavament dels Masos de Baiarri, al Pallars Jussà.
Està situada a l'extrem nord del terme municipal i de l'enclavament, al nord també del que fou nucli dels Masos de Baiarri. És a l'esquerra del barranc de l'Infern, a l'esquerra del barranc de les Llaus just en el lloc on aquest barrany deixa de dicórrer de nord a sud per tal de decantar-se cap al nord-est. Queda al sud-est de l'Obaga de Baiarri i damunt i a ponent del Pas del Boc.